# Деријен (Џорџија)
Деријен (енгл. Darien) град је у америчкој савезној држави Џорџија. По попису становништва из 2010. у њему је живело 1.975 становника.

## Демографија
Према попису становништва из 2010. у граду је живело 1.975 становника, што је 256 (14,9%) становника више него 2000. године.
| Група             | 2000.       | 2010.         |
| Белци             | 926 (53,9%) | 1.026 (51,9%) |
| Афроамериканци    | 756 (44,0%) | 872 (44,2%)   |
| Азијати           | 11 (0,6%)   | 15 (0,8%)     |
| Хиспаноамериканци | 11 (0,6%)   | 37 (1,9%)     |
| Укупно            | 1.719       | 1.975         |